# Tom Clancy's H.A.W.X 2
Tom Clancy's H.A.W.X 2 (H.A.W.X 2) é um jogo eletrônico do gênero Simulador de combate áereo desenvolvido pela Ubisoft Romania e publicado pela Ubisoft para Microsoft Windows, PlayStation 3, Xbox 360 e Nintendo Wii. É a sequência de Tom Clancy's H.A.W.X, lançado em 2009.  H.A.W.X 2 foi anunciado em maio de 2010 e estava programado para ser lançado em 3 de setembro no Reino Unido, no entanto, a Ubisoft lançou apenas para Xbox 360, adiando a data de lançamento de PS3 para uma semana após. As versões para PC e Nintendo Wii foram lançadas em 12 de novembro. 

## Enredo
A história do jogo ambienta-se logo após  dos eventos de Tom Clancy's Ghost Recon Advanced Warfighter e H.A.W.X 2, num futuro próximo onde as empresas militares privadas têm substituído as estatais em muitos países. 

### Microsoft Windows
O esquadrão HAWX é enviado para o Oriente Médio, onde um alto nível de violência está ocorrendo, além do aparecimento de vários líderes insurgentes em vários locais. A equipe também deverá investigar o misterioso desaparecimento de armas nucleares russas. O jogador pode controlar três grupos em diferentes pontos no jogo, cada um com seus próprios pilotos e personagens de apoio. 
- Estados Unidos - a estadunidense Alex Hunter
- Reino Unido - o britânico Colin Munro
- Rússia - o russo Dimitri Sokov

Há também referências a outros personagens do universo de Tom Clancy's Ghost Recon. 

### Nintendo Wii
A versão para Nintendo Wii conta a história de Arrow, um piloto mercenário a serviço da "DDI" (organização militar) que ao não se adaptar com a falta de moralidade da companhia decide juntar-se a equipe HAWX. Os adversários nesta versão são conhecidos apenas como "inimigos" e em grande parte são desconhecidos. A única exceção é um inimigo chamado "Zelo Maior". 

## Jogabilidade
A mecânica básica do jogo é semelhante a de outros simuladores de voo, tais como Ace Combat. Os jogadores enfrentam inimigos em seus territórios aéreos. Cada missão é definida em locais do mundo real, em ambientes criados com dados de satélites comerciais. Como o seu antecessor, coloca o jogador no controle de diversas aeronaves, incluindo Harrier GR9, F-22 Raptor, A-10 Thunderbolt II, F-16 Fighting Falcon, Eurofighter Typhoon, F-35 Lightning II e o Su-47 Berkut. 
H.A.W.X 2 também faz uso de VANTs que desempenham um papel muito importante em missões furtivas. Outra novidade do jogo é o reabastecimento aéreo durante as missões, bem como situações adversas de aterrissagem e decolagem, seja em aeroportos, seja em porta-aviões, que exigem abordagens diferentes.  Um novo sistema de danos foi implementado, juntamente com melhores recursos visuais e a AI melhorada, dando ao jogador uma sensação muito maior de realismo. 
A versão para Wii é muito mais simplificada que a versão para PC. Além de contar com uma história diferente, as muitas novas caracteristicas implementadas nesta versão, como situações de decolagem e aterrissagem, configurações no avião, reabastecimento aéreo e o modo cooperativo multijogador não estão presentes. 

## Recepção
Em geral o jogo foi avaliado como mediano, não conseguindo alcançar notas superiores ao seu antecessor.  O IGN avaliou como "okay" dando uma nota 6.5 para as versão de Xbox 360 e avaliou como  "Bad" (ruim em português), dando nota 4.0 para a versão Wii.  Segundo o Metacritic, o game recebeu avaliações medianas 66/100 (PC), 70/100 (PS3) e 68/100 (X360) e novamente uma nota muito inferior para o console Wii, 47/100. 

## Ligações Externas
- Site oficial